# Nunzio Gallo
Nunzio Gallo (Napels, 25 maart 1928 - Telese Terme, 22 februari 2008) was een Italiaanse zanger.
Gallo won in 1957 met het nummer Corde delle mia chitarra het San Remo Festival. In die tijd werd elk lied door twee zangers gezongen en mocht de winnaar ook naar het Eurovisiesongfestival. Claudio Villa was de andere zanger, maar Gallo werd verkozen om de Italiaanse kleuren in Frankfurt te verdedigen. Hij werd zesde van de tien deelnemers. Met Corde della mia chitarra heeft Gallo met 5:09 minuten het record van langste eurovisiesongfestivalliedje in handen. Dat record zal hij niet gauw verliezen, aangezien tegenwoordig een liedje op het Eurovisiesongfestival maximaal drie minuten mag duren.
Met Vurria won hij het Festival van Napels in 1958.
Op 23 september 2007 kreeg hij een hersenbloeding, waarna hij een aantal maanden in een ziekenhuis in Napels verbleef. Nadat zijn toestand langzaam verbeterde, werd hij op 2 januari 2008 naar een revalidatiecentrum verhuisd in Telese Terme. Desondanks overleed hij daar op 79-jarige leeftijd.
1956: Franca Raimondi + Tonina Torrielli · 
1957: Nunzio Gallo · 
1958: Domenico Modugno · 
1959: Domenico Modugno · 
1960: Renato Rascel · 
1961: Betty Curtis · 
1962: Claudio Villa · 
1963: Emilio Pericoli · 
1964: Gigliola Cinquetti · 
1965: Bobby Solo · 
1966: Domenico Modugno · 
1967: Claudio Villa · 
1968: Sergio Endrigo · 
1969: Iva Zanicchi · 
1970: Gianni Morandi · 
1971: Massimo Ranieri · 
1972: Nicola di Bari · 
1973: Massimo Ranieri · 
1974: Gigliola Cinquetti · 
1975: Wess & Dori Ghezzi · 
1976: Al Bano & Romina Power · 
1977: Mia Martini · 
1978: Ricchi e Poveri · 
1979: Matia Bazar · 
1980: Alan Sorrenti · 
1983: Riccardo Fogli · 
1984: Alice & Battiato · 
1985: Al Bano & Romina Power · 
1987: Umberto Tozzi & Raf · 
1988: Luca Barbarossa · 
1989: Anna Oxa & Fausto Leali · 
1990: Toto Cutugno · 
1991: Peppino di Capri · 
1992: Mia Martini · 
1993: Enrico Ruggeri · 
1997: Jalisse · 
2011: Raphael Gualazzi · 
2012: Nina Zilli · 
2013: Marco Mengoni · 
2014: Emma Marrone · 
2015: Il Volo · 
2016: Francesca Michielin · 
2017: Francesco Gabbani · 
2018: Ermal Meta & Fabrizio Moro · 
2019: Mahmood · 
2021: Måneskin · 
2022: Mahmood & Blanco · 
2023: Marco Mengoni · 
2024: Angelina Mango · 
2025: Lucio Corsi
- Biblioteca Nacional de España: XX4581388
- Bibliothèque nationale de France: cb14179902p (data)
- Gemeinsame Normdatei: 122966582X
- International Standard Name Identifier: 0000 0001 0985 9311
- Library of Congress Control Number: no88003440
- MusicBrainz: ed7d3403-a8c7-4d37-ad18-bf4483b679b4
- Nationale Bibliotheek van Israël: 987011001561405171
- Istituto Centrale per il Catalogo Unico: CFIV208537
- Virtual International Authority File: 71602596
- WorldCat: E39PBJqW3QCTPTFM3VxVmv4yVC